# Schi acrobatic la Jocurile Olimpice de iarnă din 2018 - schi cross (masculin)
Proba de schi acrobatic, schi cross masculin de la Jocurile Olimpice de iarnă din 2018 de la Pyeongchang, Coreea de Sud a avut loc pe 21 februarie 2018 la Pheonix Snow Park.

## Program
Orele sunt orele Coreei de Sud (ora României + 7 ore).
| Dată         | Ora         | Rundă      |
| ------------ | ----------- | ---------- |
| 21 februarie | 11:30–12:15 | Calificări |
| 21 februarie | 13:15–14:55 | Finală     |

## Calificări
Proba a avut loc pe 21 februarie și va începe la ora 11:30.
| Loc | Număr de concurs | Nume                  | Țară                         | Timp    | Diferență |
| --- | ---------------- | --------------------- | ---------------------------- | ------- | --------- |
| 1   | 9                | Alex Fiva             | Elveția                      | 1:08,74 | −         |
| 2   | 10               | Sergey Ridzik         | Sportivii Olimpici ai Rusiei | 1:09,21 | +0,47     |
| 3   | 16               | Kevin Drury           | Canada                       | 1:09,41 | +0,67     |
| 4   | 2                | Armin Niederer        | Elveția                      | 1:09,46 | +0,72     |
| 5   | 14               | Filip Flisar          | Slovenia                     | 1:09,65 | +0,91     |
| 6   | 8                | Christoph Wahrstötter | Austria                      | 1:09,79 | +1,05     |
| 7   | 15               | Jean-Frédéric Chapuis | Franța                       | 1:09,84 | +1,10     |
| 8   | 6                | Brady Leman           | Canada                       | 1:09,94 | +1,20     |
| 9   | 11               | Marc Bischofberger    | Elveția                      | 1:09,99 | +1,25     |
| 10  | 7                | Paul Eckert           | Germania                     | 1:10,06 | +1,32     |
| 11  | 28               | Robert Winkler        | Austria                      | 1:10,09 | +1,35     |
| 12  | 29               | Stefan Thanei         | Italia                       | 1:10,10 | +1,36     |
| 13  | 19               | Jonas Lenherr         | Elveția                      | 1:10,12 | +1,38     |
| 14  | 1                | Arnaud Bovolenta      | Franța                       | 1:10,12 | +1,38     |
| 15  | 26               | Siegmar Klotz         | Italia                       | 1:10,15 | +1,41     |
| 16  | 20               | Adam Kappacher        | Austria                      | 1:10,17 | +1,43     |
| 17  | 24               | Igor Omelin           | Sportivii Olimpici ai Rusiei | 1:10,24 | +1,50     |
| 18  | 13               | François Place        | Franța                       | 1:10,26 | +1,52     |
| 19  | 3                | Victor Öhling Norberg | Suedia                       | 1:10,26 | +1,52     |
| 20  | 17               | Tim Hronek            | Germania                     | 1:10,27 | +1,53     |
| 21  | 27               | Florian Wilmsmann     | Germania                     | 1:10,33 | +1,59     |
| 22  | 23               | Erik Mobärg           | Suedia                       | 1:10,36 | +1,62     |
| 23  | 25               | Egor Korotkov         | Sportivii Olimpici ai Rusiei | 1:10,39 | +1,65     |
| 24  | 4                | Terence Tchiknavorian | Franța                       | 1:10,41 | +1,67     |
| 25  | 21               | Jamie Prebble         | Noua Zeelandă                | 1:10,48 | +1,74     |
| 26  | 22               | David Duncan          | Canada                       | 1:10,51 | +1,77     |
| 27  | 30               | Semen Denshchikov     | Sportivii Olimpici ai Rusiei | 1:10,86 | +2,12     |
| 28  | 12               | Thomas Zangerl        | Austria                      | 1:10,96 | +2,22     |
| 29  | 5                | Viktor Andersson      | Suedia                       | 1:11,20 | +2,46     |
| 30  | 31               | Anton Grimus          | Australia                    | 1:40,80 | +32,06    |
| 31  | 18               | Christopher Del Bosco | Canada                       | 1:48,25 | +39,51    |

## Runda eliminatorie
Proba a avut loc pe 21 februarie.

#### Optimi de finală
| Loc | Număr de concurs | Nume           | Țară                         | Note |
| --- | ---------------- | -------------- | ---------------------------- | ---- |
| 1   | 1                | Alex Fiva      | Elveția                      | C    |
| 2   | 16               | Adam Kappacher | Austria                      | C    |
| 3   | 17               | Igor Omelin    | Sportivii Olimpici ai Rusiei |      |

| Loc | Număr de concurs | Nume                  | Țară          | Note          |
| --- | ---------------- | --------------------- | ------------- | ------------- |
| 1   | 9                | Marc Bischofberger    | Elveția       | C             |
| 2   | 8                | Brady Leman           | Canada        | C             |
| 3   | 25               | Jamie Prebble         | Noua Zeelandă |               |
|     | 24               | Terence Tchiknavorian | Franța        | nu a terminat |

| Loc | Număr de concurs | Nume              | Țară     | Note |
| --- | ---------------- | ----------------- | -------- | ---- |
| 1   | 5                | Filip Flisar      | Slovenia | C    |
| 2   | 28               | Thomas Zangerl    | Austria  | C    |
| 3   | 12               | Stefan Thanei     | Italia   |      |
| 4   | 21               | Florian Wilmsmann | Germania |      |

| Loc | Număr de concurs | Nume             | Țară     | Note |
| --- | ---------------- | ---------------- | -------- | ---- |
| 1   | 4                | Armin Niederer   | Elveția  | C    |
| 2   | 13               | Jonas Lenherr    | Elveția  | C    |
| 3   | 20               | Tim Hronek       | Germania |      |
| 4   | 29               | Viktor Andersson | Suedia   |      |

| Loc | Număr de concurs | Nume                  | Țară      | Note |
| --- | ---------------- | --------------------- | --------- | ---- |
| 1   | 3                | Kevin Drury           | Canada    | C    |
| 2   | 14               | Arnaud Bovolenta      | Franța    | C    |
| 3   | 19               | Victor Öhling Norberg | Suedia    |      |
| 4   | 30               | Anton Grimus          | Australia |      |

| Loc | Număr de concurs | Nume                  | Țară                         | Note          |
| --- | ---------------- | --------------------- | ---------------------------- | ------------- |
| 1   | 11               | Robert Winkler        | Austria                      | C             |
| 2   | 27               | Semen Denshchikov     | Sportivii Olimpici ai Rusiei | C             |
|     | 6                | Christoph Wahrstötter | Austria                      | nu a terminat |
|     | 22               | Erik Mobärg           | Suedia                       | nu a terminat |

| Loc | Număr de concurs | Nume                  | Țară                         | Note |
| --- | ---------------- | --------------------- | ---------------------------- | ---- |
| 1   | 26               | David Duncan          | Canada                       | C    |
| 2   | 7                | Jean-Frédéric Chapuis | Franța                       | C    |
| 3   | 10               | Paul Eckert           | Germania                     |      |
| 4   | 23               | Egor Korotkov         | Sportivii Olimpici ai Rusiei |      |

| Loc | Număr de concurs | Nume                  | Țară                         | Note          |
| --- | ---------------- | --------------------- | ---------------------------- | ------------- |
| 1   | 18               | François Place        | Franța                       | C             |
| 2   | 2                | Sergey Ridzik         | Sportivii Olimpici ai Rusiei | C             |
| 3   | 15               | Siegmar Klotz         | Italia                       |               |
|     | 31               | Christopher Del Bosco | Canada                       | nu a terminat |

#### Sferturi de finală
| Loc | Număr de concurs | Nume               | Țară    | Note          |
| --- | ---------------- | ------------------ | ------- | ------------- |
| 1   | 8                | Brady Leman        | Canada  | C             |
| 2   | 9                | Marc Bischofberger | Elveția | C             |
|     | 1                | Alex Fiva          | Elveția | nu a terminat |
|     | 16               | Adam Kappacher     | Austria | nu a terminat |

| Loc | Număr de concurs | Nume           | Țară     | Note |
| --- | ---------------- | -------------- | -------- | ---- |
| 1   | 4                | Armin Niederer | Elveția  | C    |
| 2   | 5                | Filip Flisar   | Slovenia | C    |
| 3   | 28               | Thomas Zangerl | Austria  |      |
| 4   | 13               | Jonas Lenherr  | Elveția  |      |

| Loc | Număr de concurs | Nume              | Țară                         | Note          |
| --- | ---------------- | ----------------- | ---------------------------- | ------------- |
| 1   | 3                | Kevin Drury       | Canada                       | C             |
| 2   | 14               | Arnaud Bovolenta  | Franța                       | C             |
| 3   | 27               | Semen Denshchikov | Sportivii Olimpici ai Rusiei |               |
|     | 11               | Robert Winkler    | Austria                      | nu a terminat |

| Loc | Număr de concurs | Nume                  | Țară                         | Note |
| --- | ---------------- | --------------------- | ---------------------------- | ---- |
| 1   | 2                | Sergey Ridzik         | Sportivii Olimpici ai Rusiei | C    |
| 2   | 26               | David Duncan          | Canada                       | C    |
| 3   | 18               | François Place        | Franța                       |      |
| 4   | 7                | Jean-Frédéric Chapuis | Franța                       |      |

#### Semifinale
| Loc | Număr de concurs | Nume               | Țară     | Note        |
| --- | ---------------- | ------------------ | -------- | ----------- |
| 1   | 8                | Brady Leman        | Canada   | Finala mare |
| 2   | 9                | Marc Bischofberger | Elveția  | Finala mare |
| 3   | 4                | Armin Niederer     | Elveția  | Finala mică |
| 4   | 5                | Filip Flisar       | Slovenia | Finala mică |

| Loc | Număr de concurs | Nume             | Țară                         | Note        |
| --- | ---------------- | ---------------- | ---------------------------- | ----------- |
| 1   | 3                | Kevin Drury      | Canada                       | Finala mare |
| 2   | 2                | Sergey Ridzik    | Sportivii Olimpici ai Rusiei | Finala mare |
| 3   | 14               | Arnaud Bovolenta | Franța                       | Finala mică |
| 4   | 26               | David Duncan     | Canada                       | Finala mică |

#### Finale
Finala mică
| Loc | Număr de concurs | Nume             | Țară     | Note |
| --- | ---------------- | ---------------- | -------- | ---- |
| 5   | 4                | Armin Niederer   | Elveția  |      |
| 6   | 14               | Arnaud Bovolenta | Franța   |      |
| 7   | 5                | Filip Flisar     | Slovenia |      |
| 8   | 26               | David Duncan     | Canada   |      |

Finala mare
| Loc | Număr de concurs | Nume               | Țară                         | Note          |
| --- | ---------------- | ------------------ | ---------------------------- | ------------- |
| 1   | 8                | Brady Leman        | Canada                       |               |
| 2   | 9                | Marc Bischofberger | Elveția                      |               |
| 3   | 2                | Sergey Ridzik      | Sportivii Olimpici ai Rusiei |               |
| 4   | 3                | Kevin Drury        | Canada                       | nu a terminat |